# De Donkere Toren I: De Scherpschutter
De Donkere Toren I: De Scherpschutter (originele titel The Dark Tower I: The Gunslinger) is een fantasy/western-roman van de Amerikaanse schrijver Stephen King. Het is het eerste deel in Kings serie De Donkere Toren. Het boek verscheen voor het eerst op 10 juni 1982. 
Met 224 pagina’s is De Scherpschutter het dunste boek uit de reeks. In 2003 werd een herziene versie van het boek uitgebracht, waarin King het verhaal op bepaalde punten heeft bijgeschaafd zodat het geheel beter in overeenstemming is met de rest van de reeks, en omdat King achteraf vond dat het eerste deel oorspronkelijk te moeilijk toegankelijk was voor nieuwe lezers van de serie. Tegenwoordig wordt alleen deze herziene versie nog gedrukt. 

## Achtergrond
King liet zich voor De Scherpschutter inspireren door het gedicht  "Childe Roland to the Dark Tower Came" van Robert Browning.
Het boek is opgedeeld in 5 kortere verhalen, die van oktober 1978 tot november 1981 elk apart werden gepubliceerd in The Magazine of Fantasy and Science Fiction alvorens in boekvorm te worden gebundeld. Het voltooide boek, waar King in totaal 12,5 jaar over deed, werd gepubliceerd door Donald M. Grant, Publisher, Inc.. 
De verhalen zijn:
- De scherpschutter (The Gunslinger)
- De halteplaats (The Way Station)
- Het orakel en de bergen (The Oracle and the Mountains)
- De trage mutanten (The Slow Mutants)
- De scherpschutter en de man in het zwart (The Gunslinger and the Man in Black)

## Plot

### De Scherpschutter
In de Al-Wereld, een wereld in een parallel universum aan de onze, waarin oude technologie en magie door elkaar bestaan, jaagt Roland Deschain, de laatste scherpschutter, op een tegenstander die hij enkel kent als “de man in het  zwart”. Tevens is hij op zoek naar De Donkere Toren. De jacht op beide doelwitten brengt hem naar de woestijn, alwaar hij een boer genaamd Brown ontmoet.
Roland brengt de nacht bij Brown door, en vertelt wat meer over zijn verleden met de man in het Zwart: Nog niet zo lang terug kwam hij in het dorpje Tull, waar de man in het zwart reeds geweest was. Hij had daar een pas gestorven man genaamd Nort weer tot leven gebracht. Roland verbleef een paar dagen in Tull en ging in die tijd een relatie aan met de lokale barvrouw Allie. Uiteindelijk bleek de man via Sylvia, een priesteres, alle dorpelingen tegen Roland te hebben opgezet. Toen de dorpelingen hem kwamen lynchen, was Roland gedwongen uit zelfverdediging iedereen neer te schieten.

### De Halteplaats
Na nog enkele dagen in de woestijn komt Roland langs een verlaten en al deels verwoeste halteplaats waar vroeger de koetsen stopten. Hier ontmoet hij de elfjarige jongen Jake Chambers, die zelf niet weet hoe hij hier gekomen is. Hij weet alleen dat de Man in het Zwart enkele dagen geleden ook langs geweest is. Via hypnose laat Roland Jake zich herinneren wat er is gebeurd; Jake komt uit een andere wereld, uit het New York van 1977. In zijn wereld is hij vermoord door een in het zwart geklede man, die hem voor een Cadillac duwde, en na zijn dood is hij in Al-Wereld beland. 
Roland overtuigt Jake om met hem verder te reizen. In de kelder van de halteplaats vinden ze voorraden voor enkele dagen, maar ook een demon die via een skelet met Roland praat en hem waarschuwt dat de man in het zwart Jake tegen Roland zal gebruiken. 
Tijdens de tocht door de woestijn laat Roland meer over zijn verleden los. Hij onderging in zijn thuisland, Gilead, scherpschuttertraining onder de strenge leermeester Cort. Samen met zijn jeugdvriend Cuthbert Allgood ontdekte Roland een complot tussen de kok Hax en de opstandeling John Farson, bijgenaamd de goede man, om met vergiftigd vlees alle inwoners van Gilead te vermoorden. De jongens melden wat ze hebben gehoord en Hax wordt opgehangen wegens verraad. Het mag niet baten, want uiteindelijk zou Gilead toch ten onder gaan aan Farson.

### Het orakel en de bergen
Jake en Roland overleven de woestijn en bereiken een gebergte. Ze komen bij een cirkel van menhirs, waarin een orakel blijkt te huizen dat na jaren eenzaamheid verlangt naar gezelschap. Ze krijgt op een nacht Jake in haar macht en lokt de jongen naar haar toe, maar Roland kan op tijd tussenbeide komen. Roland biedt vervolgens zichzelf aan in ruil voor antwoorden over zijn toekomst. Het orakel voorspelt Roland dat hij de man in het zwart spoedig zal spreken, en dat hij drie bondgenoten zal krijgen. Ook waarschuwt ze hem zijn zoektocht naar De Toren te staken, en dat Jake zal sterven alvorens Roland de man in het Zwart zal ontmoeten.
Met de antwoorden op zak trekken Roland en Jake de bergen in. Ze zien de man in het zwart even wanneer deze naar een grot in de bergen vlucht.

### De trage mutanten
Jake en Roland betreden de grot ook en reizen dagenlang in de duisternis door de grot. De grot blijkt al snel een oude treintunnel te zijn, waarvan de rails nog intact is. Ze vinden een verlaten lorrie en reizen daarop verder.
Roland vertelt weer meer over zijn verleden; alle scherpschutters in spe moeten uiteindelijk hun leraar uitdagen tot een gevecht. Winnen ze dit, dan zijn ze officieel scherpschutter, maar verliezen ze, dan zullen ze worden verbannen. Tijdens het jaarlijkse Bal van Zaaiavond ontdekte de toen 14 jaar oude Roland dat zijn moeder een affaire had met zijn vaders hofmagiër Marten. Marten gooide later nog wat extra olie op het vuur om Rolands woede en schaamte nog wat op te stoken, in de hoop dat Roland Cort zou opzoeken en zou uitdagen terwijl hij eigenlijk nog niet klaar was voor de laatste test en dus zeker zou verliezen. Het plan van Marten slaagde, maar Roland wist het gevecht toch in zijn voordeel te beslechten door, tegen ieders verwachtingen in, zijn havik David als wapen in te zetten. Zo werd hij de jongste scherpschutter ooit.
Tijdens hun jacht op de man in het zwart worden Jake en Roland aangevallen door een groep monsters genaamd trage mutanten, maar weten aan hen te ontkomen. Bij de uitgang van de tunnels, die alleen via een brug over een afgrond te bereiken is, wacht de man in het zwart hen op. Wanneer de brug kantelt, valt Jake de afgrond in. Roland heeft een kans hem nog te redden, maar laat deze voorbij gaan omdat hij de man in het zwart niet wil laten ontkomen. Zo sterft Jake voor een tweede maal.

### De scherpschutter en de man in het zwart
Buiten de tunnels, in een zogenaamde golgotha (een plaats  vol schedels), treffen Roland en de man in het zwart elkaar dan eindelijk onder vier ogen. De man blijkt ongevoelig voor Rolands kogels en speelt een spelletje met de scherpschutter, waarbij hij Roland via tarotkaarten eerst diens toekomst voorspelt en vervolgens een visioen laat zien van het universum en alle werelden die hierbij horen, om Roland zo een indruk te geven hoe onbelangrijk zijn daden zijn in het grotere geheel. Tevens blijkt dat de man in het zwart Marten was, en dat hij werkt voor een koning die nu over de donkere toren heerst, welke het centrum vormt van alle universums en werelden. Wie of wat die koning is wil de man niet zeggen. 
Roland wil zijn tocht naar de toren niet opgeven. Als hij na een ongewoon lange nacht eindelijk ontwaakt, is de man in het zwart tot een skelet vergaan en is Roland zelf 10 jaar ouder. Vastberaden trekt hij verder westwaarts naar de kust.